# Inspiration Pictures
Inspiration Pictures, Incorporated est une société américaine de production de films muets et des débuts du parlant (comme Ramona), dont les bureaux étaient à New York.
Parmi ses dirigeants, on retrouve Charles H. Duell Jr., Henry King, Richard Barthelmess, Walter Camp, John Boyce-Smith.
Elle a été active notamment dans les années 1920. Ses films ont été distribués par Metro Pictures Corporation, puis par Associated First National Pictures et enfin par First National Pictures.

## Films produits
- 1921 : David l'endurant de Henry King
- 1921 : The Cave Girl de Joseph Franz
- 1922 : The Bond Boy de Henry King
- 1922 : Sonny de Henry King
- 1922 : The Seventh Day de Henry King
- 1923 : Twenty-One de John S. Robertson
- 1923 : Dans les laves du Vésuve de Henry King
- 1923 : The Bright Shawl de John S. Robertson
- 1923 : The Fighting Blade de John S. Robertson
- 1923 : Fury de Henry King
- 1924 : Romola de Henry King
- 1924 : Classmates de John S. Robertson
- 1924 : The Enchanted Cottage de John S. Robertson
- 1925 : The Beautiful City de Kenneth S. Webb
- 1925 : Shore Leave de John S. Robertson
- 1925 : Soul-Fire de John S. Robertson
- 1925 : New Toys de John S. Robertson
- 1926 : Sous le regard d'Allah de Sidney Olcott
- 1926 : Un gentleman amateur de Sidney Olcott
- 1926 : Ranson's Folly de Sidney Olcott
- 1926 : Just Suppose de Kenneth S. Webb
- 1927 : Resurrection de Edwin Carewe
- 1928 : Ramona de Edwin Carewe
- 1929 : She Goes to War de Henry King
- 1930 : The Eyes of the World de Henry King
- 1930 : Sous le ciel des tropiques de Henry King